# Euthlastoblatta gemma
Euthlastoblatta gemma är en kackerlacksart som först beskrevs av Morgan Hebard 1917.  Euthlastoblatta gemma ingår i släktet Euthlastoblatta och familjen småkackerlackor. Inga underarter finns listade i Catalogue of Life.